# Інтернаціональний сільський округ (Єсільський район)
Інтернаціона́льний сільський округ (каз. Интернациональное ауылдық округі, рос. Интернациональный сельский округ) — адміністративна одиниця у складі Єсільського району Акмолинської області Казахстану. Адміністративний — село Інтернаціональне.
Населення — 480 осіб (2021; 898 у 2009, 1363 у 1999, 2216 у 1989).
Станом на 1989 рік існували Алма-Атінська сільська рада (селище Алма-Атінський), Біртальська сільська рада (село Біртал), Єйська сільська рада (селище Єйський), Маяківська сільська рада (село Інтернаціональне) та Юбілейна сільська рада (село Юбілене). 1993 року вони разом утворили Біртальський сільський округ (села Алматінське, Біртал) та Інтернаціональний сільський округ (села Єйське, Інтернаціональне, Юбілейне). 2000 року Інтернаціональний сільський округ був розділений на три: Єйський сільський округ, Інтернаціональний сільський округ та Юбілейний сільський округ. 2009 року ліквідований Єйський сільський округ увійшов до складу Біртальського сільського округу, село Єйське стало його центром; до складу Юбілейного сільського округу увійшов ліквідований Інтернаціональний сільський округ (село Інтернаціональне). 2013 року ліквідований Біртальський сільський округ був розділений між Юбілейним сільським округом (відійшло село Єйське) та відновленим Інтернаціональним сільським округом (відійшли села Алматінське та Біртал); при цьому зі складу Юбілейного сільського округу до Інтернаціонального сільського округу було передано село Інтернаціональне і стало його центром.

## Склад
До складу округу входять такі населені пункти:
| Населений пункт        | Населення, осіб (1989) | Населення, осіб (1999) | Населення, осіб (2009) | Населення, осіб (2021) |
| ---------------------- | ---------------------- | ---------------------- | ---------------------- | ---------------------- |
| Алматінське, село      | 674                    | 220                    | 159                    | 86                     |
| Біртал, село           | 529                    | 472                    | 230                    | 122                    |
| Інтернаціональне, село | 1013                   | 671                    | 509                    | 272                    |